# Jorge Guinzburg
Jorge Ariel Guinzburg (Buenos Aires, 3 de febrero de 1949-Buenos Aires, 12 de marzo de 2008) fue un humorista, periodista, productor teatral y conductor de televisión y radio argentino.

## Biografía

### Juventud
Jorge Guinzburg se crio en el barrio porteño de Flores. Terminó la escuela secundaria en 1966 junto con Carlos Abrevaya (1949-1994). En 1967 iniciaron la carrera de Derecho, que abandonaron al poco tiempo. En ese momento, Guinzburg eligió inscribirse en el Profesorado de Arte Dramático mientras trabajaba como taxista.

### Sus comienzos
En 1971, Abrevaya y Guinzburg consiguieron trabajo como libretistas del programa Pinocheando, que conducía Juan Carlos Mareco por radio Rivadavia. Luego desempeñaron la misma tarea en Fontana Show, programa de Cacho Fontana.
En 1972 entraron al personal de la revista Satiricón.

"Él [Abrevaya] era muy joven; vino con otro chico, Jorge [Guinzburg], en el 72 diciendo que eran "chisteros". Al poco tiempo empezaron a trabajar. Eran geniales, simpáticos y buenas personas".
Carlos Ulanovsky

En 1977 ambos comenzaron a publicar la tira cómica Diógenes y el Linyera en el Clarín (con dibujos de Tabaré). Al año siguiente entraron en la revista Humor.
En 1982, cuando Tato Bores reapareció en la pantalla chica, el dúo se encargó de escribir los libretos del "actor cómico de la nación".

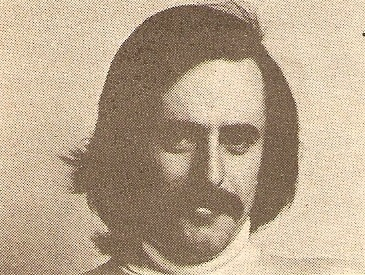
Jorge Guinzburg en 1974.

El 2 de abril de 1984 comenzó el programa de radio En ayunas junto a Abrevaya, que duró hasta diciembre de 1988.

### Consagración
Con la conducción de Raúl Becerra, Adolfo Castelo, Jorge Guinzburg y Carlos Abrevaya hizo su aparición La noticia rebelde en 1986. Este programa marcaría un antes y un después en el periodismo humorístico argentino, luego continuado por otros programas como Caiga Quien Caiga. El programa se caracterizaba por un estilo irreverente, que rompía con los códigos humorísticos más conservadores y tradicionales que había hasta el momento.

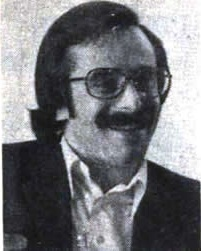
Jorge Guinzburg en 1976.

En 1990, se une a Horacio Fontova para realizar Peor es nada, programa que estaría en pantalla hasta 1994.

Peor es nada era un programa de sketches con parodias e incluía una entrevista hecha por Guinzburg a diferentes figuras que tenía como última pregunta "¿cómo fue tu primera vez?", refiriéndose al début sexual de los invitados.

En 1993 trabajó en el canal TN con su programa Ilustres y desconocidos. En 1996 tras la finalización de Peor es nada, convoca a Dady Brieva y a Chino Volpato, quienes habían disuelto a su trío Midachi un año atrás, para realizar un programa de humor sketchizado llamado Tres Tristes Tigres del Trece, guionados nuevamente por Peni & Palomares. 
Un año después, en 1997 realizó La Biblia y el calefón, un programa donde tenía 4 invitados a los que entrevistaba simultáneamente, haciéndolos interactuar.

Un problema de asma desde su juventud, lo llevó a hacerse psicoanalizar. A partir de su experiencia personal durante las sesiones de psicoanálisis, publicó una columna dominical en el diario porteño Clarín titulada "Desde el diván", donde relataba y analizaba la realidad. Su análisis duró más de treinta años. En el año 2006 publicó el libro Sesiones extraordinarias (desde el diván) (ISBN 987-545-349-8), que reúne sus columnas publicadas.
Se desempeñó en varias agencias de publicidad, actividad que le redituó varios premios.
Entre 2005 y 2007 Guinzburg condujo el programa matutino Mañanas informales por Canal 13. En una de las emisiones de este último programa el conductor perdió una apuesta y tuvo que afeitarse el bigote en cámara, después de 30 años llevándolo consigo. Guinzburg no pudo participar en todas las emisiones de la última temporada del programa a causa de los problemas de salud que lo llevarían a la muerte.
En 2008, vuelve a Canal 13 con una nueva temporada de La Biblia y el calefón, que días después sería levantado del aire.

### Vida privada
Estuvo casado en segundas nupcias con Andrea Stivel.
Guinzburg y Stivel —14 años menor que él, hija del recordado productor y director David Stivel, en palabras del conductor "el tipo más importante que tuvo la TV argentina"— se conocieron en 1986, en los pasillos de ATC, cuando él hacía La noticia rebelde y ella Mesa de noticias. Cuando ella, con su físico imponente y su metro setenta y cinco, pasaba por la puerta de su oficina, él gritaba "salió la grande", aunque siempre se ocupó de aclarar que, aunque su belleza lo había impresionado desde el primer momento, lo que lo enamoró fue su "inteligencia y su sentido del humor". Para entonces él tenía un matrimonio y dos hijas, Soledad (1975) y Malena (1978). Pero el flechazo fue mutuo y en 1987 ya se habían mudado juntos. En diciembre de ese año nació el primer hijo de la pareja, Sasha, y en octubre de 1989 el segundo, Ian.
Hincha fanático del Club Atlético Vélez Sarsfield desde la infancia, entabló un vínculo amistoso con muchos futbolistas del club, en especial con el exfutbolista y director técnico Carlos Bianchi, realizando en oportunidades reportajes en sus programas a personajes relacionados con la institución, además de referir constante y públicamente su  pasión por "El Fortín".
Desde abril de 2008, en su conmemoración, el sector para la prensa escrita del Estadio José Amalfitani lleva su nombre.

### Fallecimiento
Jorge Guinzburg falleció el miércoles 12 de marzo de 2008 después de las 10:36 h (hora de verano de Argentina UTC -2), luego de haber sido internado en la clínica Mater Dei seis días antes por la fractura de una vértebra. Tenía 59 años de edad, y estaba afectado por una enfermedad pulmonar (un derrame pleural y una neumonía generados a partir de un cáncer pulmonar).
Si bien desde hacía mucho tiempo sufría esta enfermedad y la gran mayoría de personas, entre ellos periodistas que trabajaban en los medios de comunicaciones lo sabían, nunca nadie informó sobre esto, ya que él no lo quería decir.
A fines de 2007, en una entrevista con el periodista Samuel "Chiche" Gelblung, este le preguntó sobre su enfermedad y Jorge solo contestó que tenía una infección pulmonar, pero nunca quiso decir que padecía de cáncer.
Guinzburg falleció 4 días antes del comienzo previsto para la cuarta temporada del programa Mañanas informales.
Los canales TN, Telefe, Canal 13, Canal 9, Volver, Canal 7 y América TV colocaron el lazo negro al lado de su logotipo en homenaje a Guinzburg.

### Homenajes
Jorge Guinzburg fue homenajeado por el Gobierno de la Ciudad de Buenos Aires, luego de una votación a través de la web del Gobierno, incorporando su imagen en las paredes del túnel de Av. Nazca al 3000, en el barrio de Villa del Parque, cercano a su residencia. Maximiliano Bagnasco fue el artista encargado de retratarlo allí y en las paredes del barrio de Flores.
El 12 de marzo de 2018 el canal Volver presentó un ciclo especial a los 10 años de su fallecimiento.

## Televisión
| Año            | Programa                | Cadena                                                                   |
| -------------- | ----------------------- | ------------------------------------------------------------------------ |
| 1986-1989      | La noticia rebelde      | ATC                                                                      |
| 1987           | Sin red                 | Canal 13                                                                 |
| 1988           | Notishow                | Tevedos                                                                  |
| 1989           | Penúltimo momento       | Tevedos                                                                  |
| 1989           | Doble o nada            | ATC                                                                      |
| 1989           | Trapitos al sol         | Tevedos                                                                  |
| 1990-1994/2001 | Peor es nada            | Canal 13 (1990-1994) América TV (2001)                                   |
| 1992           | Sex a pilas             | Canal 13                                                                 |
| 1993           | Ilustres y desconocidos | Todo Noticias                                                            |
| 1995           | Buenos muchachos        | Canal 9 Libertad                                                         |
| 1996           | Tres tristes tigres     | Canal 13                                                                 |
| 1996           | Poliladron              | El trece                                                                 |
| 1997-2002/2008 | La Biblia y el calefón  | América TV (1997-1998; 2001) Canal Trece (1999-2000; 2008) Telefe (2002) |
| 2001           | El club de la comedia   | Canal Trece                                                              |
| 2002-2003      | Capocómicos             | Canal (á)                                                                |
| 2002           | El legado               | Telefe                                                                   |
| 2002-2003      | El legado kids          | Telefe                                                                   |
| 2003           | Guinzburg & Kids        | Telefe                                                                   |
| 2005-2007      | Mañanas informales      | Canal Trece                                                              |

## Teatro
- La era del pingüino (que tuvo la mayor recaudación del verano en 2007 en Villa Carlos Paz).
- Terminestor
- Un país de revista
- Planeta Show, en Villa Carlos Paz, nuevamente primera en recaudaciones de la temporada veraniega de 2008 en esta ciudad.
- Revista Latina

## Radio
- En ayunas (en conjunto con Carlos Abrevaya).Radio Rivadavia
- El ventilador.Radio La Red
- Vitamina G.Radio Mitre

## Gráfica
- Satiricón
- Humor
- Guionista de 1977 a 1993, junto a Carlos Abrevaya, de la tira cómica Diógenes y el Linyera (luego fue escrita por Héctor García Blanco, en 2007, Guinzburg volvió a los guiones y desde 2008 lo hace Tabaré).

## Libros
- Sesiones extraordinarias desde el diván, Grupo Editorial Norma, 2005, ISBN 9875453498[12]

## Premios y nominaciones
A lo largo de su trayectoria, recibió numerosos reconocimientos nacionales e internacionales, entre ellos el Premio Konex de Platino como mejor conductor de la década (1991/2000), el Martín Fierro en varias oportunidades por la conducción, creación y producción de distintos ciclos, los Premios Broadcasting, Prensario, Argentores, el Premio Media de la televisión española, el Clío, la Medalla de Oro en los festivales de Cannes y Nueva York, y el Premio INTE 2003 en Miami.
- Premios Martín Fierro 2005
  - Mejor conductor (por Mañanas informales).
- Premios Clarín Espectáculos 2005, 2006, 2007 y 2008 (este último póstumamente)
  - Mejor conductor (por Mañanas informales).

### Nominaciones
- Premios Martín Fierro 2006
  - Mejor labor en conducción masculina (por Mañanas informales).
- Premios Martín Fierro 2007
  - Mejor labor en conducción masculina (por Mañanas informales). Nominación póstuma.